# Ц
Ц, ц (en cursiva: Ц, ц) és una lletra de l'alfabet ciríl·lic, 23a en l'alfabet búlgar, 24a en l'alfabet rus, 25a en la bielarussa, 27a en la ucraïnesa i sèrvia i 28a en la macedònica.
En rus presenta el so sord alveolar fricatiu /ts/, com la ts a pots. Es pensa que prové de la lletra hebrea Tzadi (צ) (àrab:Tsad ص), a través de la lletra glagolítica Tsi: 
En rus s'empra igualment en paraules d'origen eslau com en estrangerismes. Per exemple, substituint la C llatina en llatinismes com цирк (circ), центр (centre); i la Z alemanya en germanismes com плац (Platz), цинк (Zink).
Paraules russes que comencen per ц, com царь (tsar), són estranyes, i gairebé cap d'elles són d'origen eslau (tsar prové de Cèsar). Una regla significativa de l'ortografia russa és que ц va rarament seguida per ы, amb l'excepció de la terminació -ы del nombre plural (танец–танцы) i algunes declinacions (девица–девицы). Les poques paraules que inclouen цы al mig o al començament s'aprenen de memòria a l'escola: цыган, цыкать, цыпленок, цыпочки, цып-цып, цыц. També poden trobar-se en texts antics alguns casos obsolets, com цынга (цинга), цыновка (циновка), панцырь (панцирь), etc.

## Taula de codis
| Codificació de caràcters | Tipus     | Decimal | Hexadecimal | Octal  | Binari              |
| ------------------------ | --------- | ------- | ----------- | ------ | ------------------- |
| Unicode                  | Majúscula | 1062    | 0426        | 002046 | 0000 0100 0010 0110 |
| Unicode                  | Minúscula | 1094    | 0446        | 002106 | 0000 0100 0100 0110 |
| ISO 8859-5               | Majúscula | 198     | C6          | 306    | 1100 0110           |
| ISO 8859-5               | Minúscula | 230     | E6          | 346    | 1110 0110           |
| KOI 8                    | Majúscula | 227     | E3          | 343    | 1110 0011           |
| KOI 8                    | Minúscula | 195     | C3          | 303    | 1100 0011           |
| Windows 1251             | Majúscula | 214     | D6          | 326    | 1101 0110           |
| Windows 1251             | Minúscula | 246     | F6          | 366    | 1111 0110           |